# 高清水駅
高清水駅（たかしずえき）は、青森県十和田市相坂字高清水にあった十和田観光電鉄十和田観光電鉄線の駅（廃駅）である。

## 歴史
- 1922年（大正11年）9月5日：開業。
- 2008年（平成20年）3月1日：旧・十和田観光電鉄を「とうてつ」に事業譲渡し、新・十和田観光電鉄に商号変更させた上で新会社による運営に伴い、同駅の管理を新会社に継承。
- 2012年（平成24年）4月1日：鉄道廃止により、廃駅となる。

## 駅構造
単式ホーム1面1線を有する地上駅で無人駅。線路はほぼ東西に走り、ホームは線路の北側に設けられている。簡便な停留所で駅舎はなく、ホーム上に待合所があるのみとなっている。

## 駅周辺
駅の南側を十和田観光電鉄の線路と並行して稲生川が流れている。
- 十和田市立高清水小学校
- 青森県道10号三沢十和田線

## 隣の駅
十和田観光電鉄
十和田観光電鉄線
三農校前駅 - 高清水駅 - 北里大学前駅